# South Clifton
South Clifton är en by och en civil parish i Newark and Sherwood i Storbritannien. Den ligger i grevskapet Nottinghamshire och riksdelen England, i den sydöstra delen av landet, 190 km norr om huvudstaden London. Orten har 302 invånare.